# Piotr Kuleta
Piotr Kuleta (ur. 27 czerwca 1989 w Chrzanowie) – polski kajakarz, olimpijczyk z Londynu (2012), wicemistrz świata (2017), brązowy medalista mistrzostw świata (2015), mistrz Europy (2017), brązowy medalista Letniej Uniwersjady (2013).

## Kariera sportowa
W latach 2002–2003 reprezentował barwy MKSW Trzebinia, w latach 2004-2008 SMS Wałcz, w latach 2009-2014 Zawiszy Bydgoszcz, od 2014 jest zawodnikiem AZS KU Politechnika Opolska.
Na Igrzyskach Olimpijskich w Londynie (2012) zajął 9. miejsce w konkurencji C-1 1000 m (wygrał finał B), a w konkurencji C-1 200 m opadł w półfinale.
Na mistrzostwach świata seniorów zajmował miejsca:
- 2010: C-4 1000 m: 5 m.
- 2011: C-4 1000 m: 5 m.
- 2013: C-1 1000 m: 7 m., C-4 1000 m: 9 m.
- 2015: C-2 1000 m: 3 m. (z Marcinem Grzybowskim)
- 2017: C-4 1000 m: 2 m. (z Wiktorem Głazunowem, Tomaszem Barniakiem i Marcinem Grzybowskim)

Na mistrzostwach Europy seniorów zajmował miejsca:
- 2009: C-1 1000 m: 8 m.
- 2013: C-4 1000 m: 5 m.
- 2014: C-4 1000 m: 6 m.
- 2015: C-2 1000 m: 5 m.
- 2016: C-2 1000 m: 7 m.
- 2017: C-4 1000 m: 1 m. (z Wiktorem Głazunowem, Tomaszem Barniakiem i Marcinem Grzybowskim)

W 2010 został brązowym medalistą akademickich mistrzostw świata w konkurencji C-2 1000 m, a w 2013 wywalczył brązowy medal Letniej Uniwersjady w konkurencji C-4 1000 m (partnerami byli Michał Kudła, Mateusz Kamiński i Patryk Sokół).
Był mistrzem Europy juniorów w konkurencji C-2 1000 m w 2007 (z Bartoszem Pławskim), na tych samych zawodach zdobył też brązowy medal w konkurencji C-4 1000 m. W 2011 został młodzieżowym mistrzem Europy w konkurencji C-4 1000 m (partnerami byli Vincent Słomiński, Jakub Sitkowski i Michał Kudła).
W 2018 został mistrzem Polski seniorów w konkurencji C-4 500 m, w 2019 w konkurencji C-4 1000 m, w 2020 w konkurencji C-2 1000 m, C-4 500 m i C-4 1000 m, trzynastokrotnie zdobył wicemistrzostwo Polski: w 2008 (C-1 1000 m), 2009 (C-1 1000 m i C-4 1000 m), 2012 (C-1 500 m i C-1 1000 m), 2013 (C-1 1000 m), 2016 (C-1 1000 m), 2017 (C-1 1000 m, C-2 500 m, C-2 1000 m i C-4 1000 m), 2018 (C-4 1000 m), 2019 (C-2 1000 m) oraz dziesięciokrotnie brązowe medale: w 2008 (C-4 200 m i C-4 500 m), 2011 (C-1 1000 m), 2014 (C-1 1000 m), 2015 (C-1 1000 m), 2016 (C-2 500 m i C-2 1000 m), 2018 (C-2 1000 m), 2019 (C-2 500 m i C-4 500 m).